# Doncols
Doncols är en ort i Luxemburg.   Den ligger i distriktet Diekirch, i den nordvästra delen av landet, 40 kilometer nordväst om huvudstaden Luxemburg. Doncols ligger 466 meter över havet och antalet invånare är 232.
Terrängen runt Doncols är huvudsakligen platt, men åt sydost är den kuperad.  Närmaste större samhälle är Wiltz, 6,8 kilometer öster om Doncols.
I omgivningarna runt Doncols växer i huvudsak blandskog. Runt Doncols är det ganska glesbefolkat, med 30 invånare per kvadratkilometer.